# Santiago Apóstol
Santiago Apóstol là một đô thị thuộc bang Oaxaca, México. Năm 2005, dân số của đô thị này là 3825 người.